# Igor Angulo
Igor Angulo Albóniga  (ur. 26 stycznia 1984 w Bilbao) – hiszpański piłkarz.

## Kariera klubowa
Wychowanek Athletic Bilbao.
W sezonie 2016/17 został królem strzelców polskiej I ligi i awansował z Górnikiem Zabrze do Ekstraklasy. W sezonie 2017/18 Ekstraklasy zdobył 23 gole i został wicekrólem strzelców ligi, tracąc do zwycięzcy Carlitosa jedno trafienie (w sezonie nie wykorzystał dwóch rzutów karnych). W kolejnym sezonie (2018/19) został królem strzelców Ekstraklasy, strzelając 24 bramki.

## Kariera reprezentacyjna
W latach 2003–2004 występował w młodzieżowych reprezentacjach Hiszpanii w kategorii U-19, U-20 i U-21.

## Sukcesy
- król strzelców Indian Super League: 2020/21  (14 goli)
- król strzelców Ekstraklasy: 2018/2019 (24 gole)
- wicekról strzelców Ekstraklasy: 2017/18 (23 gole), 2019/20 (16 goli)
- król strzelców I ligi: 2016/17 (17 goli)
- król strzelców Pucharu Polski: 2017/18 (4 gole)
- Obcokrajowiec Roku w Plebiscycie Piłki Nożnej: 2017